# Emily ở trang trại Trăng Non (phim truyền hình)
Emily ở trang trại Trăng Non (tiếng Anh: Emily of New Moon) là một bộ phim truyền hình chuyển thể từ nguyên tác cùng tên của tác giả Lucy Maud Montgomery, phát sóng lần đầu trong giai đoạn 1998 - 2000.

## Nội dung
Bé gái mồ côi Emily Starr được gửi đến trang trại Trăng Non cho hai bà dì Elizabeth và Laura nuôi dưỡng. Dì Elizabeth là người rất nghiêm khắc, trong khi dì Laura lại hiền hậu và yêu trẻ.

## Diễn xuất
- Martha MacIsaac... Emily Byrd Starr
- Susan Clark... Elizabeth
- Sheila McCarthy... Laura Murray
- Stephen McHattie... Jimmy Murray
- Jessica Pellerin... Ilse Burnley
- Kris Lemche... Perry Miller